# Danh sách đô thị tại Cantabria
Đây là danh sách các đô thị ở tỉnh và cộng đồng tự trị Cantabria, Tây Ban Nha.

Bản đồ các đô thị của Cantabria

| Tên                         | Dân số (2002) |
| Alfoz de Lloredo            | 2.593         |
| Ampuero                     | 3.602         |
| Anievas                     | 378           |
| Arenas de Iguña             | 1.984         |
| Argoños                     | 1.000         |
| Arnuero                     | 1.900         |
| Arredondo                   | 598           |
| El Astillero                | 14.202        |
| Bárcena de Cicero           | 2.490         |
| Bárcena de Pie de Concha    | 885           |
| Bareyo                      | 1.690         |
| Cabezón de la Sal           | 7.639         |
| Cabezón de Liébana          | 727           |
| Cabuérniga                  | 1.114         |
| Camaleño                    | 1.106         |
| Camargo                     | 23.914        |
| Campoo de Enmedio           | 3.995         |
| Campoo de Yuso              | 753           |
| Cartes                      | 3.681         |
| Castañeda                   | 1.582         |
| Castro Urdiales             | 22.394        |
| Cieza                       | 678           |
| Cillorigo de Liébana        | 1.122         |
| Colindres                   | 6.911         |
| Comillas                    | 2.340         |
| Los Corrales de Buelna      | 10.876        |
| Corvera de Toranzo          | 1.937         |
| Entrambasaguas              | 2.452         |
| Escalante                   | 719           |
| Guriezo                     | 1.784         |
| Hazas de Cesto              | 1.247         |
| Hermandad de Campoo de Suso | 1.918         |
| Herrerías                   | 742           |
| Lamasón                     | 371           |
| Laredo                      | 12.563        |
| Liendo                      | 888           |
| Liérganes                   | 2.266         |
| Limpias                     | 1.389         |
| Luena                       | 914           |
| Marina de Cudeyo            | 5.112         |
| Mazcuerras                  | 1.885         |
| Medio Cudeyo                | 6.327         |
| Meruelo                     | 1.173         |
| Miengo                      | 3.762         |
| Miera                       | 496           |
| Molledo                     | 1.884         |
| Noja                        | 2.135         |
| Penagos                     | 1.750         |
| Peñarrubia                  | 324           |
| Pesaguero                   | 394           |
| Pesquera                    | 86            |
| Piélagos                    | 13.389        |
| Polaciones                  | 276           |
| Polanco                     | 3.700         |
| Potes                       | 1.590         |
| Puente Viesgo               | 2.344         |
| Ramales de la Victoria      | 2.231         |
| Rasines                     | 947           |
| Reinosa                     | 10.638        |
| Reocín                      | 7.022         |
| Ribamontán al Mar           | 3.826         |
| Ribamontán al Monte         | 2.008         |
| Rionansa                    | 1.341         |
| Riotuerto                   | 1.524         |
| Las Rozas de Valdearroyo    | 317           |
| Ruente                      | 966           |
| Ruesga                      | 1.188         |
| Ruiloba                     | 729           |
| San Felices de Buelna       | 2.209         |
| San Miguel de Aguayo        | 152           |
| San Pedro del Romeral       | 618           |
| San Roque de Riomiera       | 482           |
| San Vicente de la Barquera  | 4.412         |
| Santa Cruz de Bezana        | 8.828         |
| Santa María de Cayón        | 6.465         |
| Santander                   | 184.661       |
| Santillana del Mar          | 3.950         |
| Santiurde de Reinosa        | 327           |
| Santiurde de Toranzo        | 1.546         |
| Santoña                     | 11.593        |
| Saro                        | 532           |
| Selaya                      | 1.998         |
| Soba                        | 1.614         |
| Solórzano                   | 1.000         |
| Suances                     | 6.649         |
| Los Tojos                   | 419           |
| Torrelavega                 | 56.180        |
| Tresviso                    | 55            |
| Tudanca                     | 245           |
| Udías                       | 823           |
| Val de San Vicente          | 2.610         |
| Valdáliga                   | 2.503         |
| Valdeolea                   | 1.433         |
| Valdeprado del Río          | 334           |
| Valderredible               | 1.126         |
| Valle de Villaverde         | 366           |
| Vega de Liébana             | 985           |
| Vega de Pas                 | 1.003         |
| Villacarriedo               | 1.756         |
| Villaescusa                 | 3.303         |
| Villafufre                  | 1.149         |
| Voto                        | 2.241         |